# لوفای گرل
لوفای گرل (به انگلیسی: Lofi Girl؛ پیش‌تر تا سال ۲۰۲۱ با نام چیلدکوو شناخته می‌شد) یک کانال یوتیوب و ناشر موسیقی فرانسوی است که در سال ۲۰۱۷ تأسیس شد. این کانال به صورت ۲۴ ساعته و هفت روز هفته، موسیقی لوفای هیپ‌هاپ را به صورت زنده پخش می‌کند که همراه با انیمیشنی به سبک ژاپنی از دختری است که در اتاق خوابش مشغول مطالعه یا استراحت است و گربه‌ای کنار پنجره نیز حضور دارد.

## قالب‌بندی
این کانال چندین ویدئو و پخش زنده از موسیقی لو-فای به سبک هیپ‌هاپ ارائه می‌دهد. معروف‌ترین ویدئو، یک پخش زنده از موسیقی لو-فای است که چندین سال است ادامه دارد.

## شگون‌آور

لوفای گرل حین مطالعه در زمستان

پخش‌های لوفای گرل با انیمیشنی از دختری همراه‌است که مشغول مطالعه یا استراحت می‌باشد و به نام‌های لوفای گرل، لوفای استادی گرل یا دختر «بیت‌های ۲۴/۷ لو-فای هیپ‌هاپ» (با نام رسمی جید) شناخته شده است. کانال از مارس سال ۲۰۱۸ از لوفای گرل در پخش‌های زنده‌اش استفاده می‌کند.